# Tsukijis fiskmarknad

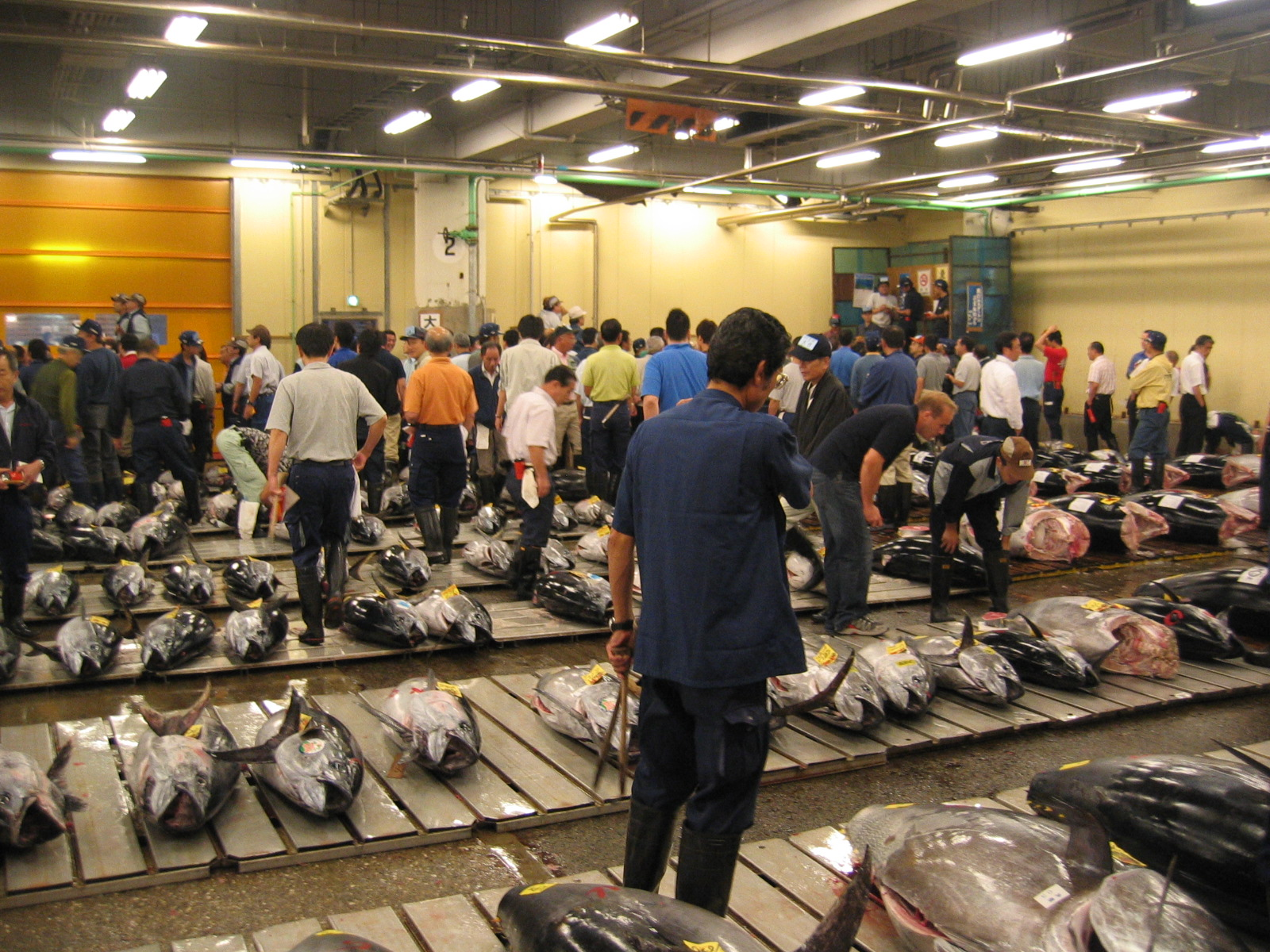
Slutet på en tonfiskauktion

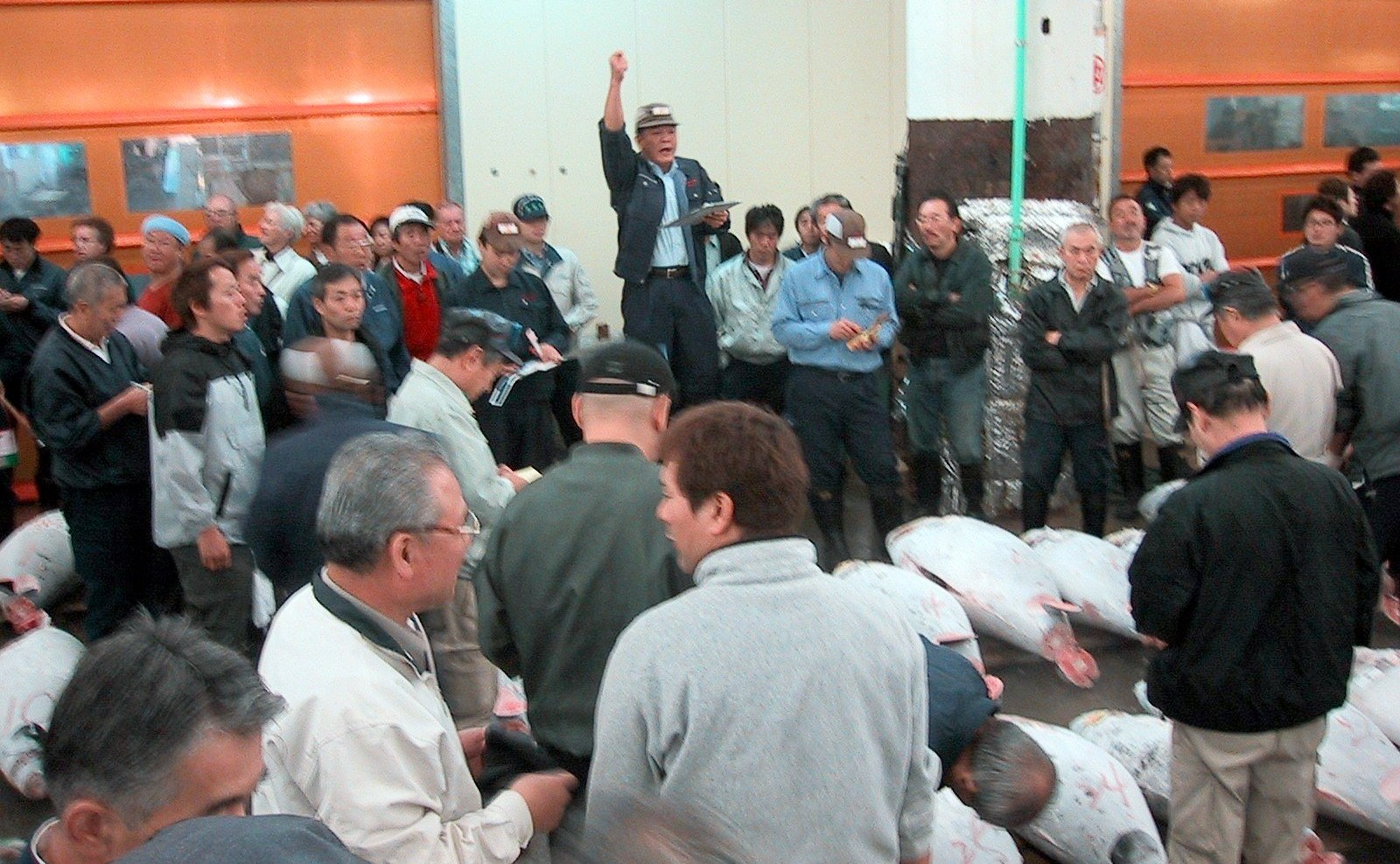
Tonfiskauktion – utroparen igång

Tsukijis fiskmarknad (japanska: 築地市場, Tsukiji shijō) är den största partihandelsmarknaden för fisk och skaldjur i världen och en av de största partihandelsmarknaderna för livsmedel över huvud taget. Marknaden ligger i Tsukiji i centrala Tokyo och är en stor attraktion för utländska besökare (japaner gör vanligen inte tillfälliga besök på marknaden).

## Plats
Tokyo-prefekturens centrala grossistmarknad, oftast kallad Tsukijis fiskmarknad, ligger nära Tsukijishijō-stationen på Toei Ōedo-linjen och Tsukiji-stationen på Tokyo Metro Hibiya-linjen. Det finns två tydligt avgränsade delar på marknaden. Den ”inre marknaden” (jonai shijo) är platsen för licensierade handlare, där auktioner och det mesta av fiskhanteringen sker, och där de licensierade handlarna (ungefär 900) har små marknadsstånd. Den  ”yttre marknaden” (jogai shijo) är en blandning av grossister och detaljister som säljer köksredskap, specerier, fisk och skaldjur samt många restauranger; i synnerhet sushirestauranger. De flesta butikerna i den yttre marknaden stänger tidigt på eftermiddagen, och de i den inre marknaden stänger ännu tidigare.

## Siffror
Marknaden hanterar mer än 400 sorters livsmedel från havet, från små sardiner till 300 kilos tonfiskar, från billig tång till den dyraste kaviar. I genomsnitt hanteras mer än 700 000 ton livsmedel varje år på de tre fiskmarknaderna i Tokyo, motsvarande ett sammanlagt värde om 600 miljarder yen. Enbart Tsukiji hanterar mer än 2 000 ton havslevande ätbarheter om dagen. Antalet registrerade anställda varierar mellan 60 000 och 65 000 (grosshandlare, kamrerer, auktionsutropare, tjänstemän och distributörer inberäknade).

## Verksamhet

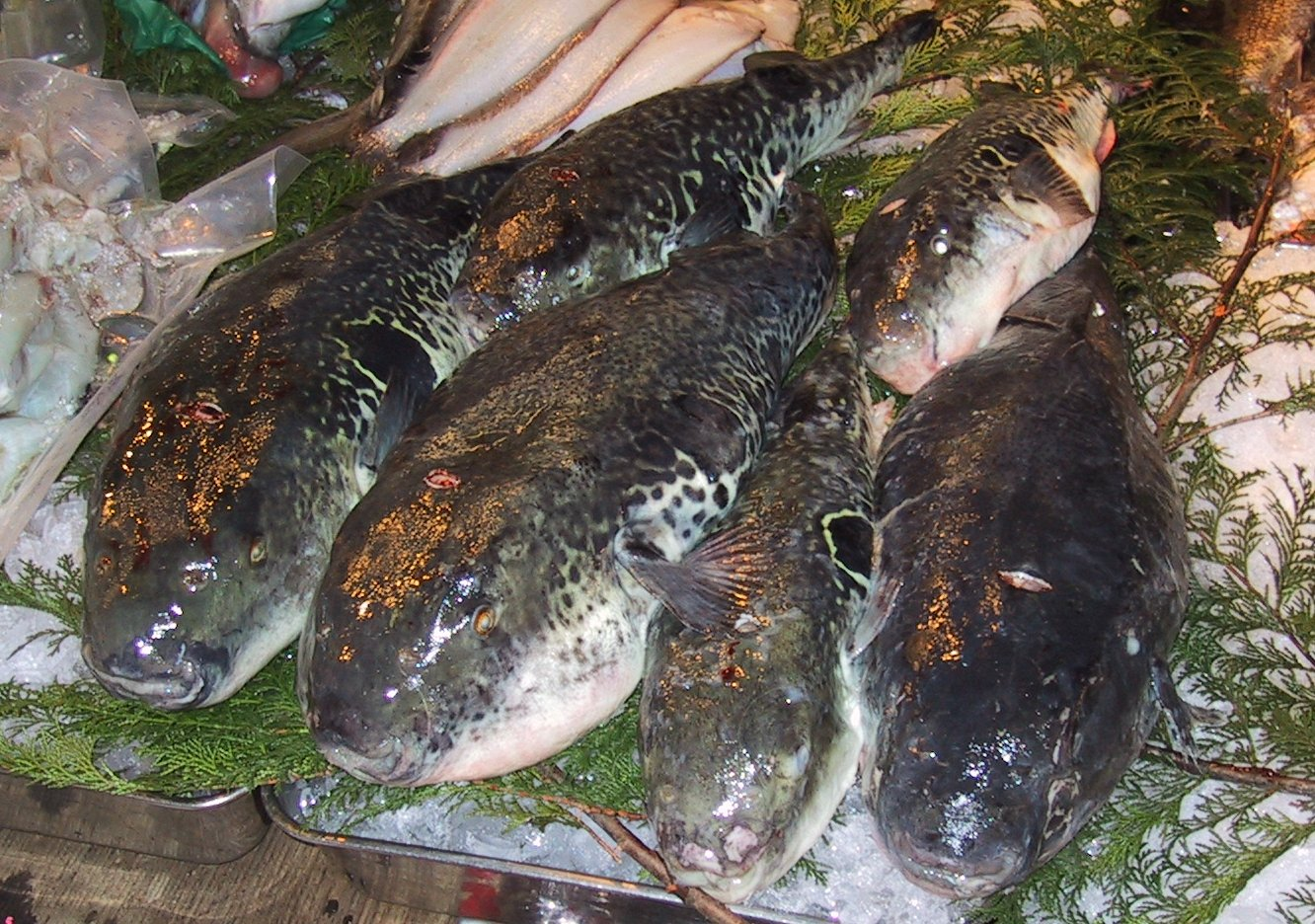
Bricka med sex fugu-blåsfiskar (Takifugu rubripes) på is till salu i Tsukiji

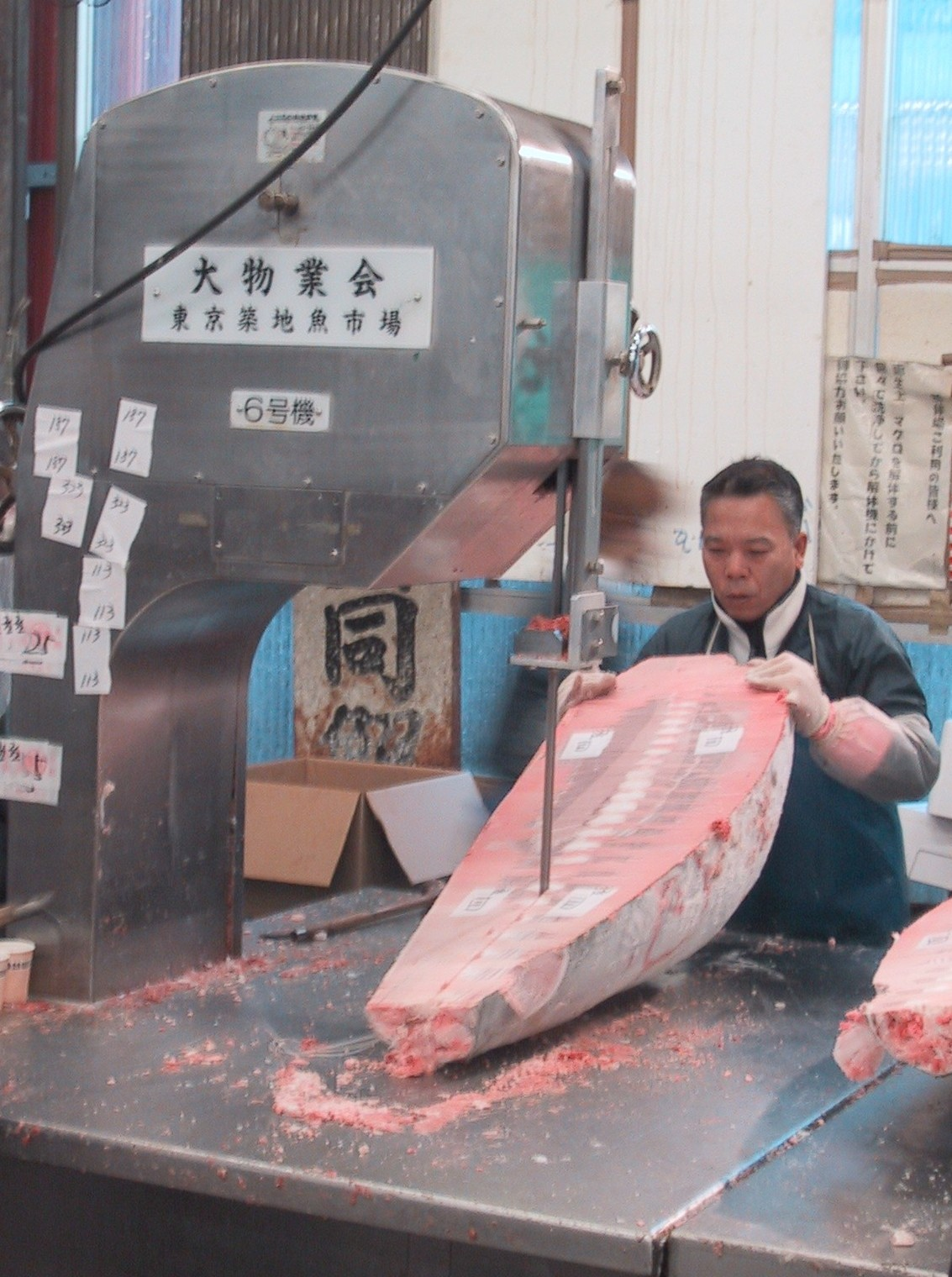
Frusen tonfisk som sågas medelst bandsåg.

Marknaden öppnar de flesta morgnar (förutom sön- och helgdagar samt vissa tillfälliga dagar i veckan då de har stängt) klockan 3.00 när varorna anländer med skepp, lastbilar och flygplan från hela världen. Särdeles viktig är lossningen av de stora mängderna fryst tonfisk. Auktionshusen (grossister benämnda oroshi gyōsha) värderar och bereder inkommande varor till auktionerna. Köparna (som har licens för att få deltaga i auktionerna) inspekterar fisken även de för bedöma vilken fisk de skulle vilja lägga bud på och till vilket pris.
Auktionerna startar omkring klockan 5.20 och bud kan endast läggas av licensierade deltagare. Dessa budgivare inkluderar mellanliggande grosshandlare (nakaoroshi gyousha) som har egna stånd på marknaden, och andra licensierade köpare som är agenter för restauranger, livsmedelsindustrier och stora återförsäljare.
Auktionerna slutar cirka klockan 7.00. Fisken som då köpts lastas antingen på lastbilar för att transporteras till nästa destination, eller på små vagnar och flyttade till något av de många stånden som finns inuti marknaden. Där skärs och förbereds fisken för vidare försäljning. För stora fiskar, som exempelvis tonfisk och svärdfisk, är beredningen detaljrikt utarbetad. Fryst tonfisk och svärdfisk delas ofta med stora bandsågar, och färsk tonfisk skärs med extremt långa knivar (vissa över en meter långa) som kallas oroshi hocho, maguro-bocho eller hancho hocho.
Marknaden är som mest aktiv mellan klockan 5.30 och 8.00, varefter aktiviteten sjunker markant. Många stånd stänger omkring 11.00, och hela marknaden stänger för städning cirka 13.00. Turister kan besöka marknaden mellan 5.30 och 8.00 varje dag och beskåda aktiviteten från en härför avsedd plats.
Inspektörer från Tokyo-prefekturen övervakar marknaden för att se till att livsmedelshygienlagen efterföljs.

## Historik

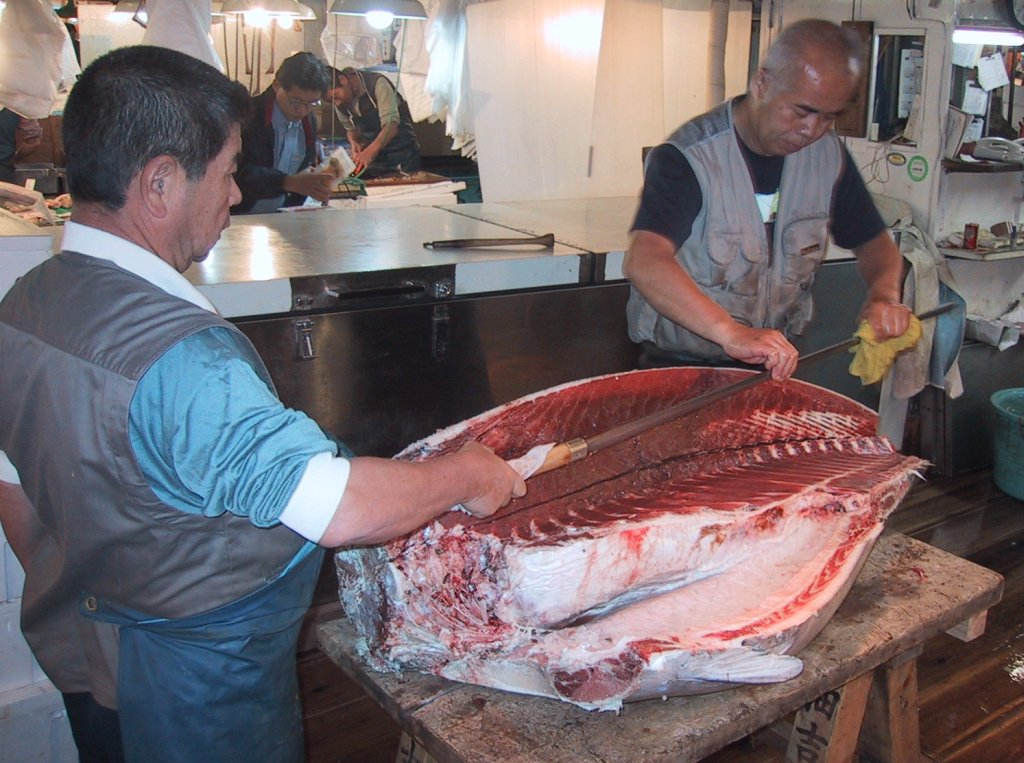
En oroshi hocho brukas å Tsukiji fiskmarknad

Den första marknaden etablerades av Tokugawa Ieyasu under Edoperioden för att förse Edo-slottet (dagens Tokyo) med föda. Tokugawa Ieyasu inbjöd fiskare från Tsukudajima i Osaka till Edo för att förse slottet med fisk. Fisk som inte köptes av slottet såldes i närheten av Nihonbashi-bron, på en marknad kallad uogashi (fiskkajen) vilken var en av flera specialiserade partihandelsmarknader som fanns längs med kanalerna i Edo (som Tokyo kallades fram till 1870-talet)
I augusti 1918, efter de så kallade risupploppen (kome soudu), vilka utbröt i över etthundra städer i protest mot matbristen och grosshandlarnas spekulativa förfaringssätt, tvangs den japanska regeringen inrätta nya institutioner för livsmedelsförsörjningen, särskilt i städerna. En central partihandelslag stiftades 1923. Stora Kanto-jordbävningen 1 september 1923 förödde stora delar av centrala Tokyo, inklusive Tsukiji-distriktet, och efter att moderna marknadslokaler hade iordningställts 1935 inledde fiskmarknaden sin verksamhet under föreskrifterna i 1923 års lag om central partihandel. Tre stora marknadsplatser i Tsukiji, Kanda och Koto påbörjade sin verksamhet 1935. Mindre branschmarknader inrättades i Ebara, Toshima och Adachi och annorstädes. För närvarande innefattar Tokyo-prefekturens system med grossistmarknader fler än ett dussin stora branschmarknader, vilka hanterar fisk, jordbruksprodukter, kött och snittblommor.